# عادل العمري
عادل أحمد العمري: (مواليد 10 يناير 1990) هو لاعب كرة قدم قطري يلعب كحارس مرمى.
لعب في نادي قطر ونادي الخور ونادي أم صلال ونادي الشمال ونادي الشحانية.
و هو شقيق اللاعب عامر العمري .